# 伍联德

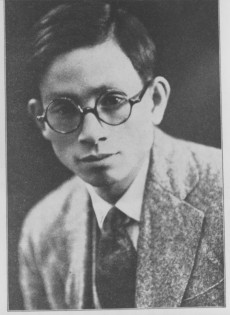
伍联德

伍联德（1900年—1972年），中国广东省台山县人，出版家，《良友画报》创刊人。良友图书公司。
伍联德曾就读于广州岭南大学预科，此后曾任职于上海商务印书馆。1926年2月在上海创办大型摄影画报《良友画报》，第一期以影星胡蝶为封面，此后畅销多年，影响颇广。